# Ігуана пустельна
Ігуана пустельна (Dipsosaurus dorsalis) — єдиний представник роду Dipsosaurus з родини Ігуанових.

## Опис

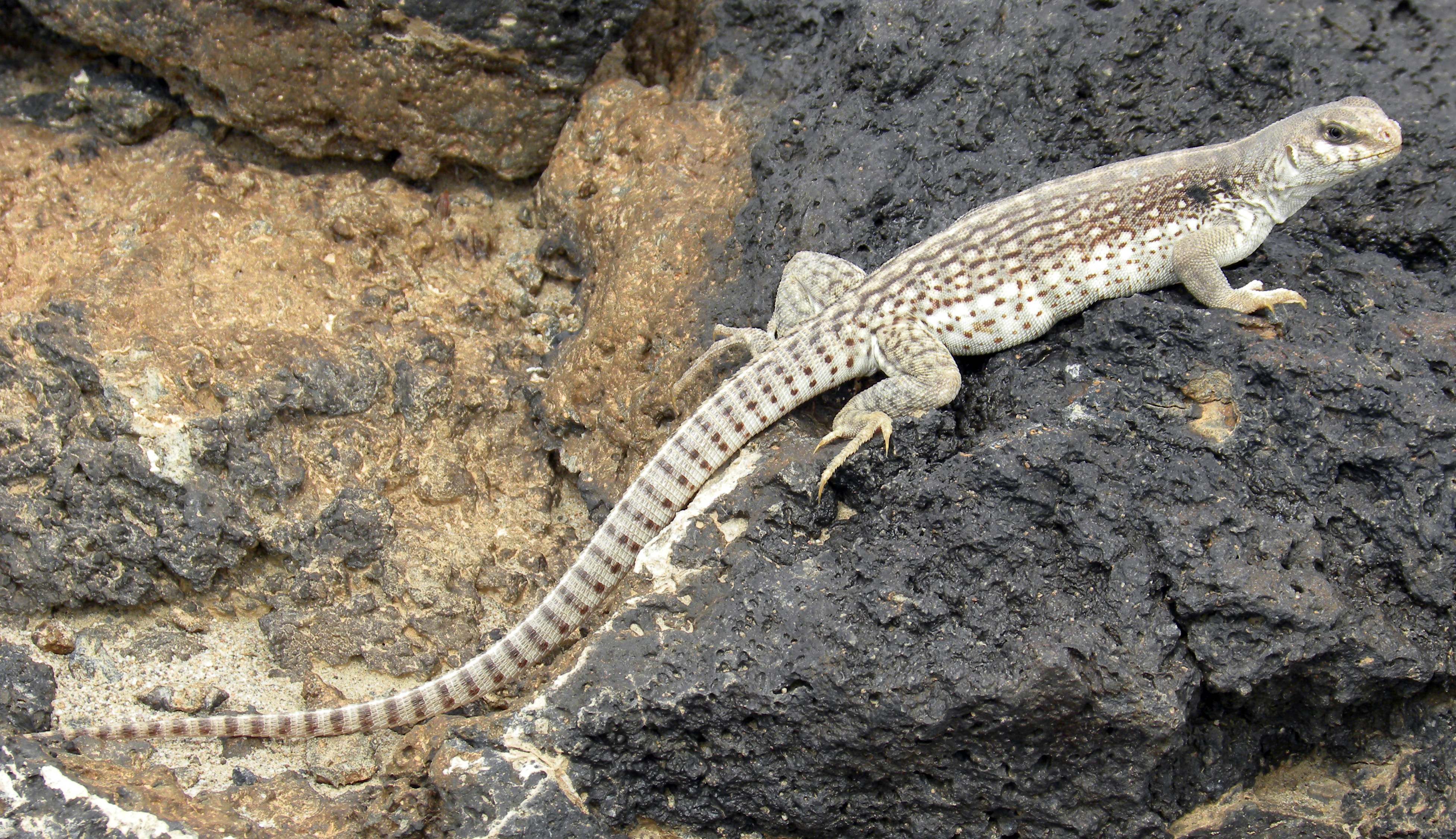
Dipsosaurus dorsalis

Загальна довжина сягає 41 см. Колір шкіри блідо-сірий, кремовий зі світло-коричневим сітчастим малюнком на спині та з боків. По центру спини розташовано рядок дещо збільшеної, килеватої луски, яка стає трохи більше по просуванню униз спиною. Сітчастий малюнок змінюється коричневими плямами біля задніх лап, перетворюючись на смуги вздовж хвоста. Хвіст зазвичай у 1,5 раза більше, ніж тіло від голови до основи хвоста. Черево блідого забарвлення. Під час сезону парування ця ігуана стає рожевою.

## Спосіб життя
Полюбляють суху, піщану місцевість, пустелі, субтропічні чагарники, тропічні листяні ліси. Зустрічається на висоті 1000 м. Може витримувати високі температури. Риє власні нори, а також використовує покинуті нори лисиць або пустельних черепах. Харчується рослинною їжею, комахами, дрібними ящірками.
Це яйцекладна ящірка. Парування відбувається на початку весни. Самиця відкладає 3—8 яєць.

## Розповсюдження
Мешкає у південно-західних штатах США та на північному заході Мексики.